# Соктоева, Инесса Ильинична
Инесса Ильинична Соктоева (15 декабря 1927 — 27 мая 2021) — советский и российский искусствовед и педагог,
кандидат искусствоведения (1964). Член Союза художников СССР (с 1965 года). Заслуженный ветеран АН СССР (1982). Почётный профессор ВСГИК (2007). Почётный член РАХ (2008). Заслуженный деятель искусств РСФСР (1991).

## Биография
Родилась 15 декабря 1927 года в Москве.
С 1941 по 1946 год обучалась на художественно-графическом факультете МГПИ имени В. П. Потёмкина. С 1949 по 1953 год обучалась в аспирантуре НИИ художественной промышленности.
С 1950 по 1953 год — научный сотрудник Музея изобразительных искусств имени Ц. С. Сампилова. С 1953 года научный сотрудник, старший и ведущий научный сотрудник Института общественных наук Бурятского филиала Сибирского отделения АН СССР — Бурятский научный центр СО РАН, была организатором выставок бурятского искусства в музеях России, а также в странах Монголии, Чехословакии, Венгрии, Греции и Франции. Помимо научной, занималась и педагогической работой в Восточно-Сибирском государственном институте культуры.
В 1964 году защитила диссертацию на соискание учёной степени кандидат искусствоведения по теме: «Живопись советской Бурятии». Член Союза художников СССР с 1965 года. В 1982 году ей было присвоено почётное звание — Заслуженный ветеран АН СССР. В 2007 году ей было присвоено почётное звание — почётный профессор ВСГИК. В 2008 году была избрана — Почётным членом РАХ.

### Научно-исследовательская деятельность
Основная научно-исследовательская деятельность И. И. Соктоевой связана с вопросами в области древнего, средневекового и современного творчества бурят, она является автором более чем 150 научных трудов, в том числе и монографий: «Живопись Советской Бурятии» (1965), «Роман Сидорович Мэрдыгеев» (1969), «Бурятский художественный металл» и «Бурятская деревянная скульптура» (1971), «Советский Дальний Восток, Декоративно-прикладное искусство» (1974),
«Художники Бурятии» (1976), «Изобразительное и декоративное искусство Бурятии». (1988), "Белый волосок серебряный до луны дотяни (2002), «Художественное наследие Бурятии» (2005).
В 1991 году Указом Президиума Верховного Совета РСФСР «за заслуги в области искусства» И. И. Соктоевой было присвоено почётное звание Заслуженный деятель искусств РСФСР